# 佩特里

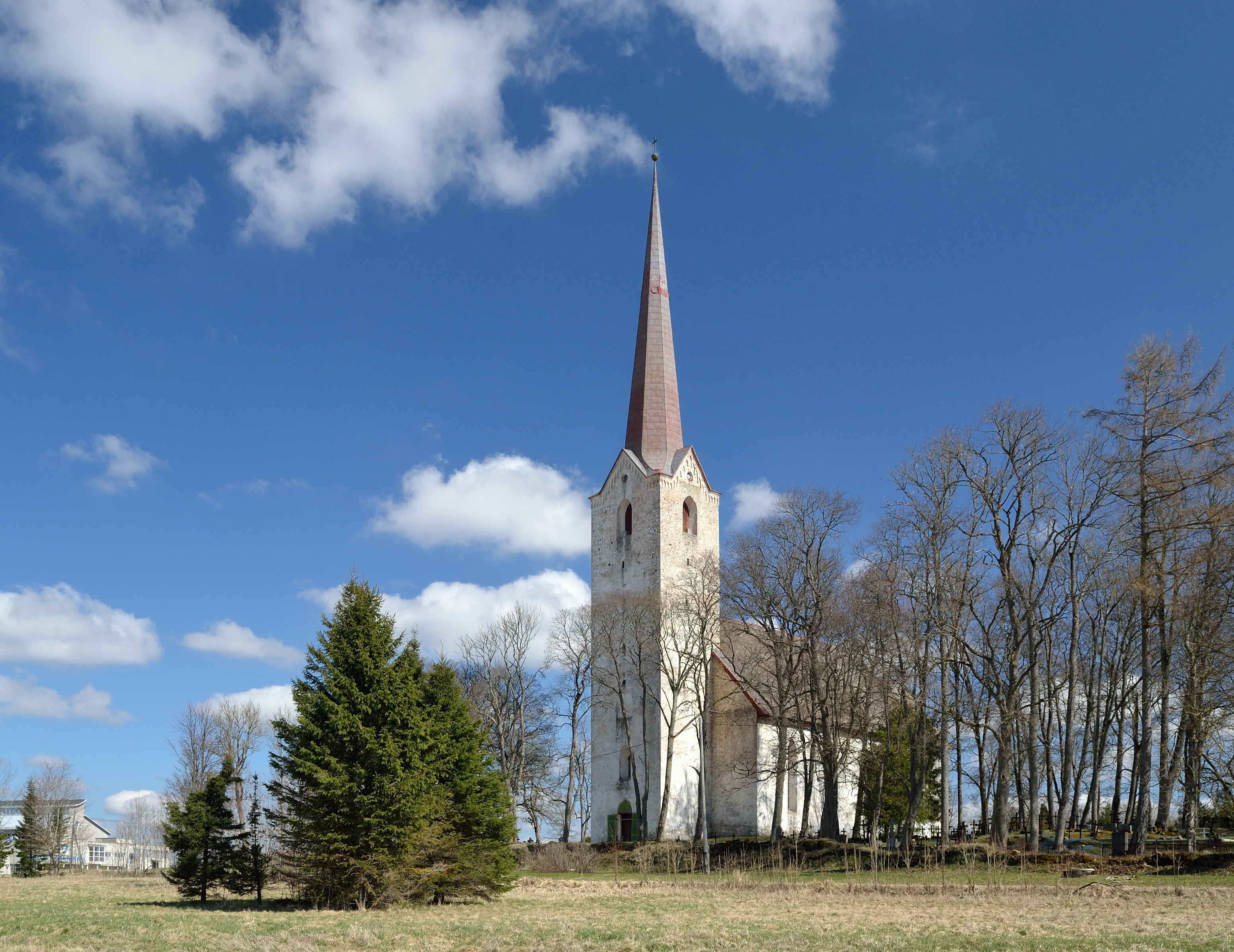
耶尔瓦-佩特里教堂

佩特里，是愛沙尼亞耶爾瓦縣耶尔瓦市镇内的小鎮，位於該國中部，曾是原卡雷達市镇的行政中心，鎮上建有學校、圖書館、郵局和教堂，2011年該城鎮人口213。
58°56′35″N 25°50′09″E / 58.94306°N 25.83583°E